# سارا ميلر
سارا ميلر (بالإنجليزية: Sara Miller)‏ هي نحّاتة أمريكية، ولدت في 8 يوليو 1924، وتوفيت في 29 أكتوبر 2016.